# Difenhydramina
Difenhydramina (łac. diphenhydraminum) – organiczny związek chemiczny, pochodna etanoloaminy, lek przeciwhistaminowy pierwszej generacji dostępny bez recepty. Wykazuje silne działanie ośrodkowe i cholinolityczne. Hamuje podrażnienie błędnika. Podawany jest profilaktycznie w celu zapobiegania kinetozom.

## Działanie i użycie
Działa na ośrodkowy układ nerwowy, blokując działanie histaminy w receptorach H1.
Tak jak inne leki przeciwhistaminowe pierwszej generacji, wykazuje działanie antycholinergiczne – dlatego powszechnym efektem ubocznym jest senność wraz z nadmiernym uspokojeniem, obniżeniem sprawności ruchowej, suchością w ustach i gardle, zaczerwienieniem skóry, szybkim i nieregularnym biciem serca, porażeniem akomodacji oka, światłowstrętem, utrudnieniem oddawania moczu, zaparciami, trudnościami ze skupieniem uwagi, utratą pamięci krótkotrwałej, halucynacjami, dezorientacją i stanami delirium.
Z uwagi na powodowanie senności difenhydramina znalazła zastosowanie w środkach o działaniu nasennym albo wspomagającym zasypianie.

## Preparaty
Zarejestrowane preparaty w Polsce zawierające chlorowodorek difenhydraminy (stan na marzec 2024):
- preparaty proste: Luminastil, Nodisen, Senolek,
- preparaty złożone z paracetamolem: Apap Noc, Paracetamol + Difenhydramina Hasco Noc,
- preparaty złożone z azotanem nafazoliny: Betadrin, Betadrin WZF,
- preparat złożony z chlorowodorkiem lidokainy: Allefin.